# Gemeinderatswahlen in Niederösterreich 2010
Die Gemeinderatswahlen in Niederösterreich 2010 fanden am 14. März 2010 in 568 der 573 niederösterreichischen Gemeinden statt. Ausgenommen waren die Statutarstädte St. Pölten, Krems an der Donau und Waidhofen an der Ybbs, in denen traditionell zu einem anderen Zeitpunkt gewählt wird. In Deutsch-Wagram und Obersiebenbrunn wurden hingegen bereits 2009 vorgezogene Gemeinderatswahlen durchgeführt. Im Gegensatz zu anderen Bundesländern wird in Niederösterreich der Bürgermeister vom Gemeinderat bestimmt und nicht durch Direktwahlen gewählt.

## Voraussetzungen

### Ausgangslage
Bei der Gemeinderatswahl in Niederösterreich 2005 erzielte die Österreichische Volkspartei (ÖVP) mit den ihr nahestehenden Listen 48,8 % und konnte damit ihr Ergebnis um 0,5 % verbessern. Wesentlich stärker zulegen konnte die Sozialdemokratische Partei Österreichs (SPÖ) mit ihren Listen, die ihr Ergebnis von 35,3 % auf 38,9 % erhöhten. Die SPÖ hatte dabei vor allem von den Verlusten der Freiheitlichen Partei Österreichs (FPÖ) und den ihr nahestehenden Listen profitiert, die 4,6 % verlor und nur mehr 3,3 % erreicht. Damit wurde die FPÖ auch von der Partei Die Grünen – Die Grüne Alternative überholt, die gemeinsam mit den ihr nahestehenden Listen 3,77 % erreichte. Die Grünen konnten dabei um 1,3 % zulegen. Sonstige, kandidierende Listen büßten 0,8 % ein und erreichten 2005 5,2 %.
Von den insgesamt 11.669 Mandaten entfielen demnach 6.397 Mandate auf die ÖVP, 4.315 auf die SPÖ, 224 auf die Grünen und 214 Mandate auf die FPÖ. Andere Listen stellten ab 2005 insgesamt 519 Mandate.

### Wahlrecht
Die Gemeinderatswahl 2010 wurde in Niederösterreich nach der Niederösterreichischen Gemeinderatswahlordnung 1994 (NÖ GRWO 1994) durchgeführt. Wahlberechtigt waren dabei alle Bürger der Europäischen Union, die am Stichtag, dem 14. Dezember 2009, ihren Hauptwohnsitz in einer Niederösterreichischen Gemeinde hatten und spätestens am Wahltag das 16. Lebensjahr vollendeten. Gegenüber der Wahl 2005 waren damit erstmals Personen unter 18 Jahren aktiv wahlberechtigt. Aktiv Wahlberechtigte durften zudem nicht vom Wahlrecht ausgeschlossen sein (Verurteilung wegen mit Vorsatz begangener strafbarer Handlungen zu einer mehr als einjährigen Freiheitsstrafe).
Das passive Wahlrecht bei der Gemeinderatswahl hatten all jene Personen, die aktiv wahlberechtigt waren und spätestens am Wahltag das 18. Lebensjahr vollendeten.

### Wahlgang und Fristen
Nach der Kundmachung der Gemeinderatswahl, die spätestens bis zum 13. Dezember 2009 erfolgen musste, wurden noch im Dezember die Mitglieder der Gemeindewahlbehörde bestellt. Bis spätestens 28. Dezember 2010 hatte in der Folge die erste Sitzung der Gemeindewahlbehörde zu erfolgen. Danach wurden am 4. Jänner die Wählerverzeichnisse für fünf Werktage öffentlich aufgelegt. Einsprüche gegen das Wählerverzeichnis konnten dabei bis zum 14. Jänner 2010 erfolgen.
Die Wahlwerbenden Listen konnten ihre Wahlvorschläge bis zum 3. Februar 2010 einbringen. Dabei gelang es lediglich der ÖVP in allen zur Wahl stehenden Gemeinden Wahlvorschläge einzubringen, wobei in Traiskirchen neben der ÖVP auch eine der ÖVP nahestehende Liste kandidiert. In Glinzendorf, Parbasdorf, Spannberg und Röhrenbach ist die ÖVP dabei die einzige wahlwerbende Liste. Die SPÖ kandidiert 2010 in  561 Gemeinden, wobei sie in Eggendorf mit zwei Listen kandidiert. Zudem treten in Hirtenberg und Persenbeug-Gottsdorf zwei ehemalige SPÖ-Landesräte gegen die amtierenden SPÖ-Bürgermeister an. Die FPÖ tritt 2010 in 299 Gemeinden an, während sich die Grünen in 104 Gemeinden der Wahl stellen. Die Grünen, die 2005 mit 66 Ortsgruppen an der Wahl teilnahmen treten dabei 2010 erstmals in allen 21 Bezirken an. Neben den bereits etablierten Parteien treten bei der Gemeinderatswahl rund 200 unabhängige Listen an. Das Bündnis Zukunft Österreich (BZÖ) kandidiert dabei in sieben Gemeinden, darunter in den Bezirksstädten Baden, Hollabrunn und Mödling. Das Liberale Forum sowie die Kommunistische Partei Österreichs (KPÖ) kandidieren lediglich in zwei Gemeinden.
Für den Wähler war neben der persönlichen Stimmabgabe auch die Wahl per Wahlkarte möglich. Die Wahlkarte konnte dabei entweder in einem anderen Wahlsprengel in derselben Gemeinde oder persönlich bei einer besonderen („fliegenden“) Wahlbehörde abgegebene werden. Zudem wurde durch eine Gesetzesänderung erstmals auch  die Teilnahme per Briefwahl ermöglicht. Die Anforderung der Wahlkarte musste hierfür schriftlich bis zum 10. März 2010 bzw. bis zum 12. März bei persönlicher Abholung erfolgen. Zur Teilnahme an der Wahl per Briefwahl muss die unterschriebene Wahlkarte per Post oder durch Boten am Wahltag bis spätestens 6.30 Uhr bei der Gemeinde oder bis zum Ende der Wahlzeit im zuständigen Wahlsprengel einlangen.

## Landesergebnis
|                                                       | Ergebnisse 2010 | Ergebnisse 2010 | Ergebnisse 2010 | Ergebnisse 2005 | Ergebnisse 2005 | Ergebnisse 2005 | Differenzen | Differenzen | Differenzen |
| ----------------------------------------------------- | --------------- | --------------- | --------------- | --------------- | --------------- | --------------- | ----------- | ----------- | ----------- |
| Wahlberechtigte                                       | 1.467.086       | 1.467.086       | 1.467.086       | 1.339.957       | 1.339.957       | 1.339.957       | + 127.129   | + 127.129   | + 127.129   |
| Wahlbeteiligung                                       | 71,60 %         | 71,60 %         | 71,60 %         | 71,22 %         | 71,22 %         | 71,22 %         | + 0,38 %    | + 0,38 %    | + 0,38 %    |
|                                                       | Stimmen         | %               | Mandate         | Stimmen         | %               | Mandate         | Stimmen     | %           | Mandate     |
| Abgegebene Stimmen                                    | 1.050.398       |                 |                 | 954.262         |                 |                 | + 96.136    |             |             |
| Ungültig                                              | 21.484          | 2,05 %          |                 | 18.532          | 1,94 %          |                 | + 2.952     | + 0,11 %    |             |
| Gültig                                                | 1.028.914       | 97,95 %         |                 | 935.730         | 98,06 %         |                 | + 93.184    | - 0,11 %    |             |
| Partei                                                |                 |                 |                 |                 |                 |                 |             |             |             |
| Österreichische Volkspartei (ÖVP) + Listen            | 530.761         | 51,58 %         | 6.755           | 456.435         | 48,78 %         | 6.396           | + 74.326    | + 2,80 %    | + 359       |
| Sozialdemokratische Partei Österreichs (SPÖ) + Listen | 347.472         | 33,77 %         | 3.731           | 364.124         | 38,91 %         | 4.312           | - 16.652    | - 5,14 %    | - 581       |
| Freiheitliche Partei Österreichs (FPÖ) + Listen       | 61.292          | 5,96 %          | 478             | 30.941          | 3,31 %          | 213             | + 30.351    | + 2,65 %    | + 265       |
| Die Grünen – Die Grüne Alternative (GRÜNE) + Listen   | 35.260          | 3,43 %          | 210             | 35.231          | 3,77 %          | 224             | + 29        | - 0,34 %    | - 14        |
| Sonstige Listen                                       | 54.129          | 5,26 %          | 495             | 48.999          | 5,24 %          | 524             | + 5.130     | + 0,02 %    | - 29        |
| Gesamt                                                | 1.028.914       | 100,00 %        | 11.669          | 935.730         | 100,00 %        | 11.669          | + 93.184    |             |             |